# كاي كراوس
كاي كراوس (بالإنجليزية: Kai Krause)‏ (من مواليد 14 مارس 1957) وهو مصمم برمجيات، اشتهر بتأسيس شركة ميتاكريشنز، وسلسلة منتجات كي باور تولز، وساهم في تصميم واجهة المستخدم الرسومية.

## حياته
ولد كراوز في دورتموند، ألمانيا، وانتقل إلى كاليفورنيا، الولايات المتحدة في عام 1976. عمل مع مؤلّفات ومكبرات الصوت وساهم في التأثيرات الصوتية لما يقرب من ثلاثين من السجلات والأفلام. خلال التسعينيات، أدار العديد من شركات البرمجيات - HSC Software، MetaTools، MetaCreations– لتطوير أدوات لمصممي الرسوم البيانية.
في فبراير 2005، اعترف مؤتمر "DEMO" بأنه واحد من أفضل 15 مبتكرًا خلال الخمسة عشر عامًا الماضية. حصل كراوز على درجة الماجستير من معهد بروكس في سانتا باربارا (كاليفورنيا) (1996)، ودرجة الدكتوراه الفخرية من جامعة دويسبورغ-إيسن، ألمانيا (1999). اليوم يعيش كراوز ويعمل في قلعة باد برايزيغ البالغ عمرها 1000عام بالقرب من بون في ألمانيا.

## تاريخه
وسع كراوس بشكل ملحوظ من المفاهيم التقليدية لواجهة المستخدم الرسومية من خلال تطبيق مبادئ التصميم المبتكرة وتوفير التفاعل الفعلي للمستخدم، ولم يتم نشر أي منهما على نطاق واسع في الثمانينيات بسبب القدرات الرسومية المنخفضة للأجهزة آنذاك. تتميز منتجات كراوس بعناصر واجهة مميزة بما في ذلك الظلال الناعمة والأركان المستديرة والشفافة، وكلها تتمتع بتبني أوسع، كما هو الحال في نظامي التشغيل ماك أوس وويندوز إكس بي.
بدأت الشركة التي شارك في تأسيسها MetaCreations Corp كشركة HSC التي أصدرت النسخة الأولى من منتج Kai's، في عام 1992. قامت شركة HSC بإصدار نسخة ثانية من KPT، والنسخة الأولى من برايس، والعديد من العناوين الأخرى قبل تغيير اسمها إلى MetaTools في عام 1995. بقي هذا الاسم حتى عام 1997، عندما استلزم ذلك سلسلة سريعة من عمليات الدمج مع تصميم Fractal وRayDream وSpecular وRTG (هندسة الوقت الحقيقي) هوية جديدة للمنظمة المتنامية: MetaCreations.

## وصلات خارجية
- الموقع الرسمي
- Edge: Kai Krause